# Bogard (Misuri)
Bogard es una ciudad ubicada en el condado de Carroll en el estado estadounidense de Misuri. En el Censo de 2010 tenía una población de 164 habitantes y una densidad poblacional de 115,97 personas por km².

## Geografía
Bogard se encuentra ubicada en las coordenadas 39°27′29″N 93°31′26″O / 39.45806, -93.52389. Según la Oficina del Censo de los Estados Unidos, Bogard tiene una superficie total de 1.41 km², de la cual 1.41 km² corresponden a tierra firme y (0%) 0 km² es agua.

## Demografía
Según el censo de 2010, había 164 personas residiendo en Bogard. La densidad de población era de 115,97 hab./km². De los 164 habitantes, Bogard estaba compuesto por el 100% blancos, el 0% eran afroamericanos, el 0% eran amerindios, el 0% eran asiáticos, el 0% eran isleños del Pacífico, el 0% eran de otras razas y el 0% pertenecían a dos o más razas. Del total de la población el 3.66% eran hispanos o latinos de cualquier raza.